# Laskowa (gmina)
Laskowa (do 1954 gmina Ujanowice) – gmina wiejska w województwie małopolskim, w powiecie limanowskim. W latach 1975–1998 gmina należała do dawnego województwa nowosądeckiego.
Siedziba gminy to Laskowa.
Według danych z 30 czerwca 2005 gminę zamieszkiwało 7348 osób.

## Struktura powierzchni
Według danych z roku 2002 gmina Laskowa ma obszar 72,82 km², w tym:
- użytki rolne: 56%
- użytki leśne: 40%

Gmina stanowi 7,65% powierzchni powiatu.

## Demografia

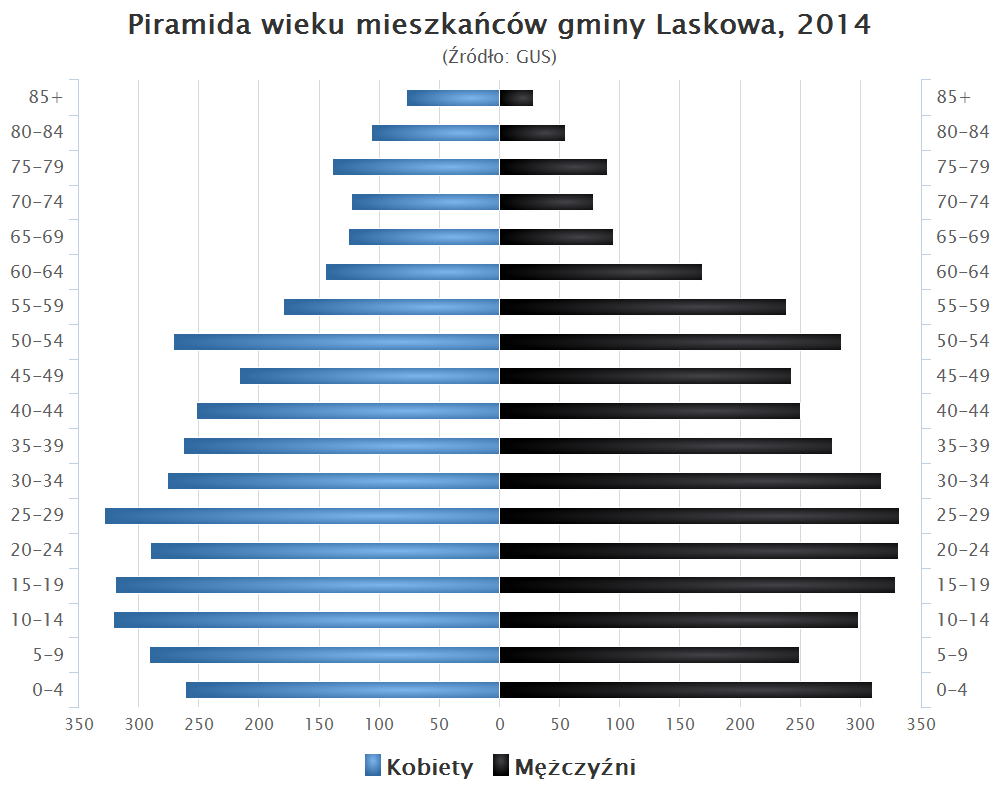
Piramida wieku mieszkańców gminy Laskowa w 2014 roku

Dane z 30 czerwca 2005:
| Opis                              | Ogółem | Ogółem | Kobiety | Kobiety | Mężczyźni | Mężczyźni |
| --------------------------------- | ------ | ------ | ------- | ------- | --------- | --------- |
| jednostka                         | osób   | %      | osób    | %       | osób      | %         |
| populacja                         | 7348   | 100    | 3653    | 49,7    | 3695      | 50,3      |
| gęstość zaludnienia (mieszk./km²) | 100,9  | 100,9  | 50,2    | 50,2    | 50,7      | 50,7      |

## Miejscowości wchodzące w skład gminy
Gmina Laskowa skupia 9 następujących wsi:
- Laskowa
- Jaworzna
- Kamionka Mała
- Żmiąca
- Strzeszyce
- Ujanowice
- Krosna
- Kobyłczyna
- Sechna

## Sąsiednie gminy
Iwkowa, Limanowa, Lipnica Murowana, Łososina Dolna, Żegocina